# Pierre Cahuzac
Pierre Cahuzac (* 3. Juli 1927 in Saint-Pons-de-Thomières; † 31. August 2003 in Lempaut) war ein französischer Fußballspieler und -trainer.

## Vereinskarriere

### Beginn bei Béziers und Zeit in Toulouse (1951–1961)
In der Nachkriegszeit gehörte der Mittelfeldspieler Cahuzac der Mannschaft des Amateurvereins US Labastide-Rouairoux an, stieg mit diesem 1949 in die regionale dritte Liga auf und wechselte 1951 von dort aus zum Zweitligisten AS Béziers. Wenig später erreichte der damals 24-Jährige sein Debüt im Profifußball und avancierte auf Anhieb zum Stammspieler in der Zweitligamannschaft. Durch seine Leistungen weckte er das Interesse des Ligarivalen FC Toulouse, der ihn 1952 verpflichtete. Bei Toulouse war er ebenfalls fester Bestandteil der ersten Elf und gewann mit dieser 1953 die Zweitligameisterschaft, was gleichzeitig den Aufstieg in die oberste Spielklasse mit sich brachte. Er konnte seinen Stammplatz anschließend behaupten und wurde mit dem Aufsteigerteam am Saisonende 1953/54 auf Anhieb Tabellenvierter. Im Jahr darauf wurde Toulouse sogar Vizemeister.
Mit dem Einzug ins nationale Pokalendspiel 1957 stand für den 29 Jahre Cahuzac ein möglicher erster Titelgewinn nach der Zweitligameisterschaft bevor. Er lief im Finale auf, erlebte einen 6:3-Sieg gegen den SCO Angers und konnte dementsprechend den Gewinn der Trophäe feiern. Kurz darauf folgte sein 30. Geburtstag, doch er blieb in den nachfolgenden Jahren trotz seines verhältnismäßig hohen Alters fest gesetzt in einer Mannschaft, die sich meist im Tabellenmittelfeld wiederfand. 1961 beendete er seine Profikarriere vorläufig und ging zum Drittligisten Gazélec FC Ajaccio, bei dem er eine Stelle als Spielertrainer erhielt.

### Spielertrainer bei Gazélec Ajaccio (1961–1971)
Cahuzac war 34 Jahre alt, als er 1961 in Ajaccio auf Korsika ankam und mit seiner Trainerarbeit begann, wobei er noch regelmäßig als Spieler auf dem Platz stand. Er übte auf dem Feld zudem die Rolle des Mannschaftskapitäns aus. Trotz dieser Doppelrolle war er überaus erfolgreich, was sich besonders im Jahr 1968 zeigte. Zunächst erreichte er mit der Mannschaft das Achtelfinale des Pokals und schaltete auf dem Weg dorthin den erstklassig spielenden Stadtrivalen AC Ajaccio durch ein 1:0 im Wiederholungsspiel aus. Dann gelang im Sommer desselben Jahres der Aufstieg in die Zweitklassigkeit, auch wenn Gazélec anschließend unter Amateurbedingungen an der Profiliga teilnahm. So gab er kurz darauf sein Comeback als Spieler, da er trotz seines 41. Geburtstags im Aufstiegsjahr noch regelmäßig selbst die Fußballschuhe schnürte.
Sowohl 1969, 1970 als auch 1971 hielt er mit der Mannschaft die Klasse. 1969 integrierte er seinen Sohn Claude Cahuzac (1951–2012) in die Zweitligamannschaft und baute ihn mit der Zeit zum Stammspieler auf. Claude blieb auch nach dem Abgang seines Vaters bei Gazélec und kam bis 1978 auf 108 Zweitligapartien. Da Pierre überdies weiterhin Spieler war, ergab sich die Situation, dass Vater und Sohn Teamkameraden waren, wenngleich Claude erst kurz nach dem Karrierebeginn seines Vaters überhaupt zur Welt gekommen war.
Zwar verlief der Start in die Saison 1971/72 schwach und führte am Saisonende letztlich zum Abstieg Gazélecs, doch hatte Cahuzac durch seine Leistungen andere Vereine auf sich aufmerksam gemacht und wurde im Dezember 1971 beim ebenfalls auf Korsika angesiedelten Erstligisten SEC Bastia als Nachfolger von Trainer Jean Vincent eingestellt. Dies bedeutete allerdings auch, dass er nach 254 Erstligapartien mit 15 Toren sowie 94 Zweitligapartien mit sieben Toren seine aktive Laufbahn beenden musste. Wenngleich er in den 1970er-Jahren nur noch selten als Spieler aufgelaufen war, hatte er noch kurz zuvor trotz seines Alters von 44 Jahren auf dem Platz gestanden und gehört damit zu den ältesten Spielern in der Geschichte der oberen beiden Ligen Frankreichs.

### Startrainer in Bastia (1971–1979)
Als er im Dezember 1971 nach Bastia kam, befand sich der Verein nahe der Abstiegszone. Dieser Gefahr konnte jedoch abgewendet werden und die Spielzeit endete auf Tabellenplatz sechs. Dazu gelang der Einzug ins nationale Pokalfinale 1972, in welchem die Elf Marseille mit 1:2 unterlegen war. Trotz der Niederlage qualifizierte sie sich für den Europapokal der Pokalsieger 1972/73, schied dort aber in der ersten Runde aus. In den nachfolgenden Jahren baute Cahuzac ein Team auf, das sich in der oberen Tabellenhälfte festsetzte und 1977 mit einem dritten Platz die Qualifikation für den UEFA-Pokal 1977/78 erreichte. Für seine Verdienste wurde er 1977 als Französischer Fußballtrainer des Jahres ausgezeichnet. Die Mannschaft ging als Außenseiter in den europäischen Wettbewerb, verbuchte jedoch schon in der ersten Runde mit zwei Siegen und dem Weiterkommen gegen Sporting Lissabon einen wichtigen Achtungserfolg. Danach wurden hintereinander Newcastle United, Turin Calcio und der FC Carl Zeiss Jena ausgeschaltet, sodass es gegen den Grasshopper Club Zürich um den Einzug ins Endspiel ging. Dank der Auswärtstorregel setzte Bastia sich durch und stand am 26. April 1978 der PSV Eindhoven vor heimischem Publikum zum Hinspiel des Finals gegenüber. Bedingt durch das 0:0 blieben alle Möglichkeiten offen, doch ein 0:3 im Rückspiel beendete die Titelträume der Korsen. Dennoch stellt der Finaleinzug den wohl wichtigsten Erfolg in der Geschichte des SEC Bastia dar. Als Grundlage für den Erfolg galt ein konsequentes Offensivspiel, durch das die Elf auf dem Weg ins Finale immer mindestens zwei Treffer erzielte und gleichzeitig fast immer ein Gegentor zuließ. Dazu wurde die Aufnahme junger Spieler in die Mannschaft als vorbildlich bewertet.
In der Saison 1978/79 konnte Bastia nicht an das Vorausgegangene anknüpfen und lag mit Tabellenrang vierzehn nicht weit von der Abstiegszone entfernt. Im Sommer 1979 endeten für Cahuzac die 18 Jahre, die er bei Ajaccio und Bastia auf Korsika verbracht hatte, und er kehrte zurück zu seinem früheren Arbeitgeber Toulouse.

### Letzte Trainerjahre (1979–1985)
Der inzwischen in die zweite Liga abgerutschte FC Toulouse setzte ab 1979 auf einen Trainer, der schon als Spieler mit der Mannschaft in die oberste Spielklasse aufgestiegen war. Nach zwei vergeblichen Anläufen, wobei man 1981 erst in der Relegationsrunde scheiterte, führte Cahuzac die Südfranzosen 1982 zurück in die Erstklassigkeit. Dem folgte zunächst der Klassenerhalt, bevor sich das Team 1983/84 sogar bis in die Nähe der Tabellenspitze spielte. Im Januar 1984 gab er das Amt jedoch auf.
Seine letzte Station als Trainer war der Erstligist Olympique Marseille, bei dem er ab Oktober 1984 als Nachfolger von Roland Gransart arbeitete. Mit dem Aufsteiger konnte er in der Spielzeit 1984/85 nur knapp den Wiederabstieg vermeiden, woraufhin er seinen Poten aufgab. Zum letzten Mal saß er am 28. Mai 1985 bei einer 0:2-Niederlage gegen den FC Sochaux auf der Bank. Für den zu diesem Zeitpunkt 57-Jährigen endete damit sein Engagement in Marseille und gleichzeitig seine Trainerlaufbahn. Im gesamten Verlauf seiner Spieler- und Trainerkarriere nahm er an 631 Erstligapartien teil und absolvierte insgesamt mehr als 1200 Pflichtspiele, an denen er entweder als Spieler, Trainer oder in einer Doppelrolle als Spielertrainer mitwirkte.

## Nationalmannschaft
Cahuzac war bereits 30 Jahre alt, als er am 6. Oktober 1957 bei einer 0:2-Niederlage in einem Freundschaftsspiel gegen Ungarn zu seinem Debüt im Trikot der französischen Nationalelf kam. Am 25. Dezember desselben Jahres lief er bei einem 2:2 gegen Bulgarien zum zweiten und letzten Mal für die Franzosen auf, da er nicht für die anstehende Weltmeisterschaft 1958 berücksichtigt wurde und anschließend nicht mehr den Sprung ins Nationalteam schaffte.

## Öffentliche Anerkennung und Nachwirkung
Pierre Cahuzac starb 2003 im Alter von 76 Jahren. Aufgrund des Einzugs ins Europapokalfinale, zu dem er als Trainer einen maßgeblichen Beitrag leistete, ist er bei seinem später in SC Bastia umbenannten früheren Arbeitgeber über seinen Tod hinaus sehr populär geblieben. Im Dezember 2005, zwei Jahre nach seinem Lebensende, wurde die Osttribüne (2990 Plätze) des Stade Armand Cesari in Bastia nach ihm benannt. In Toulouse erhielt eine Amateursportstätte den Namen Stade Pierre Cahuzac. 2005 schaffte sein Enkel Yannick Cahuzac (* 1985) beim SC Bastia den Sprung in die Profimannschaft und führte diese später auch als Kapitän an.